# Ultimate Kylie (DVD)
Ultimate Kylie är en DVD australiska sångerskan Kylie Minogue, släpptes samtidigt med samlingsalbumet med samma namn. Den innehåller alla musikvideor av sångerna utom "Giving You Up".

## Låtlista
1. "I Should Be So Lucky"
2. "Got to Be Certain"
3. "The Loco-Motion"
4. "Je Ne Sais Pas Pourquoi"
5. "Especially for You"
6. "Hand on Your Heart"
7. "Wouldn't Change a Thing"
8. "Never Too Late"
9. "Tears on My Pillow"
10. "Better the Devil You Know"
11. "Step Back in Time"
12. "What Do I Have to Do?"
13. "Shocked"
14. "Give Me Just a Little More Time"
15. "Celebration"
16. "Confide in Me"
17. "Put Yourself in My Place"
18. "Where the Wild Roses Grow"
19. "Did It Again"
20. "Breathe"
21. "Spinning Around"
22. "On a Night Like This"
23. "Kids"
24. "Please Stay"
25. "Can't Get You Out of My Head"
26. "In Your Eyes"
27. "Love at First Sight"
28. "Come into My World"
29. "Slow"
30. "Red Blooded Woman"
31. "Chocolate
32. "I Believe in You"

Bonusmaterial
1. "Can't Get Blue Monday out of My Head" (Live från BRIT Awards 2002)